# Кищенко, Сергей Эльвирович
Кищенко Сергей Эльвирович (27 июня 1972, Москва, СССР) — российский футболист, защитник, тренер-преподаватель. Кандидат в мастера спорта.

## Карьера
Воспитанник СДЮШОР «Смена» Москва.
Начал профессиональную карьеру в 1990 году в команде «Знамя Труда» Орехово-Зуево, выступавшей в пятой зоне Второй низшей лиги Чемпионата СССР.
Следующий сезон провёл в смоленской «Искре», но не выходил на поле в официальных матчах команды.
В 1992 году играл в первом розыгрыше Первой лиге Украины. В первом туре вышел на поле за «Верес» Ровно, остальные матчи провёл за донецкий «Шахтёр-2». В сезоне 1992/93 годов продолжил выступать за этот клуб, сменивший название на «Металлург» и переехавший в Константиновку.
Затем Сергей Кищенко вернулся в Россию, играл за команды «Россия» Москва — вместе с ней вышел в третью лигу ПФЛ из первенства КФК, «Гекрис» Анапа, «Автомобилист» Ногинск — во второй лиге. В 1998 году перешёл в долгопрудненский «Космос» и играл в нём до 2007 года. За это время клуб сменил своё название на «Сатурн» и дважды поменял город базирования (Долгопрудный — Электросталь — Егорьевск). Сергей Кищенко стал рекордсменом клуба по числу сыгранных за него матчей в первенстве (312) и кубке (18) России.
Завершал карьеру профессионального футболиста там же, где и начинал — в орехово-зуевском «Знамени Труда».
В 2009 году закончил Московскую государственную академию физической культуры.
В 2013 году работал тренером-преподавателем в УОР «Мастер-Сатурн».
В 2017—2018 годах играл за любительские команды «Металлист-Домодедово» и «Спартак-Орехово» Орехово-Зуево.
С 2015 года работает тренером ДЮСШ «Авангард» рабочего посёлка Ильинский Раменского района Московской области.
Имеет двое детей — дочь Кищенко Екатерина Сергеевна, сын — Кищенко Никита Сергеевич.